# Parco regionale della Grigna Settentrionale
Il parco della Grigna Settentrionale è un'area naturale protetta della Lombardia che si estende tra il Lago di Como e le Orobie, attorno al massiccio delle Grigne, tra i 500 e 2409 m s.l.m.

## La fauna
Come facilmente intuibile, il versante che si affaccia sul Lario gode delle temperature miti dovute alla vicinanza del lago, mentre quello orientato verso la Valsassina presenta un clima più tipicamente alpino. Tale varietà di habitat e condizioni climatiche favorisce la presenza di un elevato numero di specie animali.

### I rettili e gli anfibi
La presenza di fenomeni carsici limitano la presenza di ambienti umidi. Esistono tuttavia stagni e le pozze d'alpeggio, che costituiscono ecosistemi di grande pregio e interesse ambientale. Sono l'habitat del tritone crestato italiano (Triturus carnifex), certamente l'anfibio di maggior interesse e rilievo naturalistico del parco.
Il territorio della Grigna offre molti ambienti ideali anche alle specie di rettili adatti agli habitat più asciutti. Tra le specie più diffuse, si segnalano la lucertola muraiola (Podarcis muralis), il ramarro occidentale (Lacerta bilineata) e il biacco (Coluber viridiflavus), che si spinge anche in prossimità delle abitazioni. La vipera comune (Vipera aspis) è invece piuttosto rara, mentre il marasso (Vipera berus), l'altra vipera lombarda, sembra essere scomparsa dal comprensorio.

### Gli uccelli
Grazie alle sue peculiari caratteristiche, l'area di pertinenza del parco è adatta allo svernamento di molte specie di uccelli. Nei mesi invernali si contano quasi 100 specie, alcune delle quali piuttosto rare e sottoposte a normative di tutela a livello europeo. Fra queste si segnala l'albanella reale (Circus cyaneus), che nei mesi più freddi si divide i pascoli soleggiati con la coturnice (Alectoris graeca saxatillis) e la starna (Perdix perdix italica).
Nelle aree più occidentali del parco, dove la Grigna lambisce il Lario, si trova l'habitat del falco pellegrino (Falco peregrinus) e del gufo reale (Bubo bubo). Il rapace più grande tra quelli presenti nel parco è comunque senza dubbio l'aquila reale (Aquila chrysaetos), la cui preda principale è la marmotta (Marmota marmota). Sulla Grigna settentrionale non è raro imbattersi con esemplari di poiana (Buteo buteo).
Il picchio nero (Dryocopus martius) e la civetta capogrosso (Aegolius funereus) hanno eletto a loro ambiente prediletto i boschi di conifere ad alta quota, dove possono servirsi dei più vecchi esemplari di faggio e larice. Il gallo forcello (Tetrao tetrix) frequenta, a seconda delle stagioni diverse tipologie di ambiente, alla ricerca del suo cibo preferito (frutti e insetti).
Oltre alle specie che scelgono la Grigna per svernare, vi sono quelle che in inverno abbandonano il parco per migrare in luoghi più caldi, come l'Africa. Il nibbio bruno (Milvus migrans) e il falco pecchiaiolo (Pernis apivorus) sono tra questi.
I prati grassi da sfalcio costituiscono l'habitat ideale per uno dei simboli dell'impegno per la tutela dell'avifauna: il re di quaglie (Crex crex). Nelle stesse aree vivono la quaglia (Coturnix coturnix), l'allodola (Alauda arvensis), il calandro (Anthus campestri), il codirossone (Monticola saxatilis). Vi si trovano inoltre il notturno succiacapre (Caprimulgus europaeus) e l'averla piccola (Lanius collurio), attiva nelle ore diurne.

### I mammiferi
Sempre meno presenti, a causa di un progressivo degrado dei loro habitat ideali, sono i pipistrelli. Fra le presenze maggiori nel parco in fatto di chirotteri bisogna citare il rinolofo maggiore (Rhinolophus ferrumequinum), il rinolofo minore (Rhinolophus hipposideros) e il vespertilio di Capaccini (Myotis capaccinii), specie tutelate da normative di livello europeo.
Un altro roditore facile da avvistare nel parco è lo scoiattolo (Sciurus vulgaris), mentre più difficili da incontrare sono il moscardino (muscardinus avellanarius) e il quercino (Eliomys quercinus), la cui popolazione in passato si è ridotta nel tempo a causa del disboscamento in funzione dell'aumento delle aree adibite a pascolo o a bosco ceduo. Tra i mustelidi, il parco ospita il tasso (Meles meles), la donnola (Mustela nivalis) e la faina (Martes foina).
Non mancano neppure i mammiferi di grossa taglia. Oltre alle numerose lepri (Lepus europaeus) e volpi (Vulpes vulpes), vi è il cervo (Cervus elaphus), il capriolo (Capreolus capreolus) e il camoscio delle Alpi (Rupicapra rupicapra), che abita i recessi più inospitali della montagna.